# François Dagognet
François Dagognet (Langres, 24 de abril de 1924 – Avallon, 3 de octubre de 2015) fue un filósofo francés.
François Dagognet estudió ciencia y filosofía, siendo alumno de Georges Canguilhem. Fue profesor de filosofía en la Universidad de Lyon antes de convertirse en Profesor de Filosofía en la Universidad de París I Panthéon-Sorbonne.
Dagognet escribió de forma extensa sobre la "filosofía del cuerpo".

## Obras destacadas
- Philosophie biologique. Paris: PUF, 1955.
- La Raison et les remèdes, essai sur l’imaginaire et le réel dans la thérapeutique contemporaine. Paris: PUF, 1964
- Gaston Bachelard: sa vie, son oeuvre, avec un exposé de sa philosophie. Paris: PUF, 1965.
- Sur Lavoisier, Cahiers pour l’Analyse, vol. 9 (1968)
- Tableaux et langages de la chimie. Paris: Éditions du Seuil, 1969.
- Écriture et iconographie. Paris: Vrin, 1974.
- Pour une théorie générale des formes. Paris: Vrin, 1975.
- Philosophie de l’image. Paris: Vrin, 1986.
- Le Cerveau citadelle. Le Plessis-Robinson: Les Empêcheurs de penser en rond, 1992.
- Etienne-Jules Marey : a passion for the trace, New York: Zone Books, 1992.
- Georges Canguilhem, philosophe de la vie. Le Plessis-Robinson: Les Empêcheurs de penser en rond, 1997.
- Le Nombre et le lieu. Paris: Vrin, 2000.
- Faces, Surfaces, Interfaces. Paris: Vrin, 2003.
- L’Animal selon Condillac: une introduction au Traité des animaux de Condillac. Paris: Vrin, 2004.